# Diesiat´ millionow
Diesiat´ milionow (ros. Десять миллионов) – rosyjski teleturniej prowadzony przez Maksima Gałkina i emitowany na antenie Rossija 1 od 4 września 2010 do 14 czerwca 2014, oparty na formacie The Money Drop (który po raz pierwszy emitowany był na brytyjskim kanale Channel 4 pod nazwą The Million Pound Drop).

## Zasady i przebieg programu
Dwoje zawodników na początku gry otrzymywało 10 milionów rubli w 40 paczkach po 250 000 rubli. Następnie musieli odpowiedzieć na osiem pytań, starając się przy tym zachować jak największą ilość gotówki.
Zawodnicy musieli wybrać jedną z dwóch kategorii. Dla pierwszych czterech pytań do wyboru możliwe były cztery odpowiedzi, dla trzech kolejnych trzy odpowiedzi oraz dla ostatniego ósmego, dwie odpowiedzi. Zawodnicy musieli rozłożyć wszystkie pieniądze na dowolnej ilości zapadni, pozostawiając zawsze przynajmniej jedną pustą, na co mieli minutę po przeczytaniu pytania i odpowiedzi. Jeżeli tego nie zrobili, pieniądze, które nie znalazły się na zapadniach, przepadały. Po zakończeniu odliczania zapadnie otwierały się, czasami jedna po drugiej, czasami wszystkie jednocześnie. Pieniądze, które umieszczone były na zapadni, do której przypisana jest błędna odpowiedź, spadały do pomieszczenia, w którym przebywali strażnicy. Układali oni je do specjalnej walizki. Gdy zawodnicy stracili całą swoją gotówkę, kończyła się gra.
Najwyższa wygrana wynosiła 8 250 000 rubli i padła w odcinku wyemitowanym 5 listopada 2011.